# Donald Rayfield
Donald Rayfield (nacido en 1942) es un catedrático emérito de ruso y georgiano de la Universidad de Londres. Ha escrito sobre la literatura rusa y georgiana, y además, sobre Stalin y su policía secreta.
Su biografía de Antón Chéjov se considera la más completa, incluso, en Rusia donde cuenta con dos ediciones en ruso (2005, 2007) ampliadas respecto a la original en inglés.
También es editor de algunas series de libros sobre escritores rusos y la "intelliguentsia".